# Ludwik Borkowski
Ludwik Stefan Borkowski (ur. 7 sierpnia 1914 w Obroszynie, zm. 22 października 1993 we Wrocławiu) – polski logik, matematyk i filozof, profesor.
W 1933 r. rozpoczął studia na Uniwersytecie Jana Kazimierza we Lwowie. Na wykłady uczęszczał do Kazimierza Ajdukiewicza, Romana Ingardena, Mieczysława Kreutza. Przerwał studia w 1938 z powodu długotrwałej choroby.
Po zakończeniu II wojny światowej wysiedlony ze Lwowa w akcji ekspatriacyjnej Polaków. Osiadł w Krakowie, gdzie ukończył studia na Uniwersytecie Jagiellońskim (w lipcu 1946). Wyjechał do Wrocławia, gdzie początkowo w latach 1946–1949 uczył w gimnazjum i liceum dla dorosłych. Od 1949 związany z Uniwersytetem Wrocławskim – w 1950 doktorat na podstawie rozprawy, której promotorem był prof. Jerzy Słupecki, w 1960 habilitacja, w 1973 tytuł profesora nadzwyczajnego. Od 1975 związany z Katolickim Uniwersytetem Lubelskim: w latach 1975–1985 (do emerytury) kierownik Katedry Logiki, w 1980 uzyskał tytuł profesora zwyczajnego z zakresu logiki, zajęcia prowadził do 1990.
Członek Wrocławskiego Towarzystwa Filozoficznego, Polskiego Towarzystwa Filozoficznego, Polskiego Towarzystwa Matematycznego, Towarzystwa Naukowego KUL.
W pracy naukowej zajmował się kwantyfikatorami, rachunkiem logicznym, teorią definicji, teorią konsekwencji, filozoficzną konsekwencją wyników logiki.
Jest ojcem Franciszka Borkowskiego, polskiego szachisty. Pochowany został na cmentarzu św. Wawrzyńca we Wrocławiu.

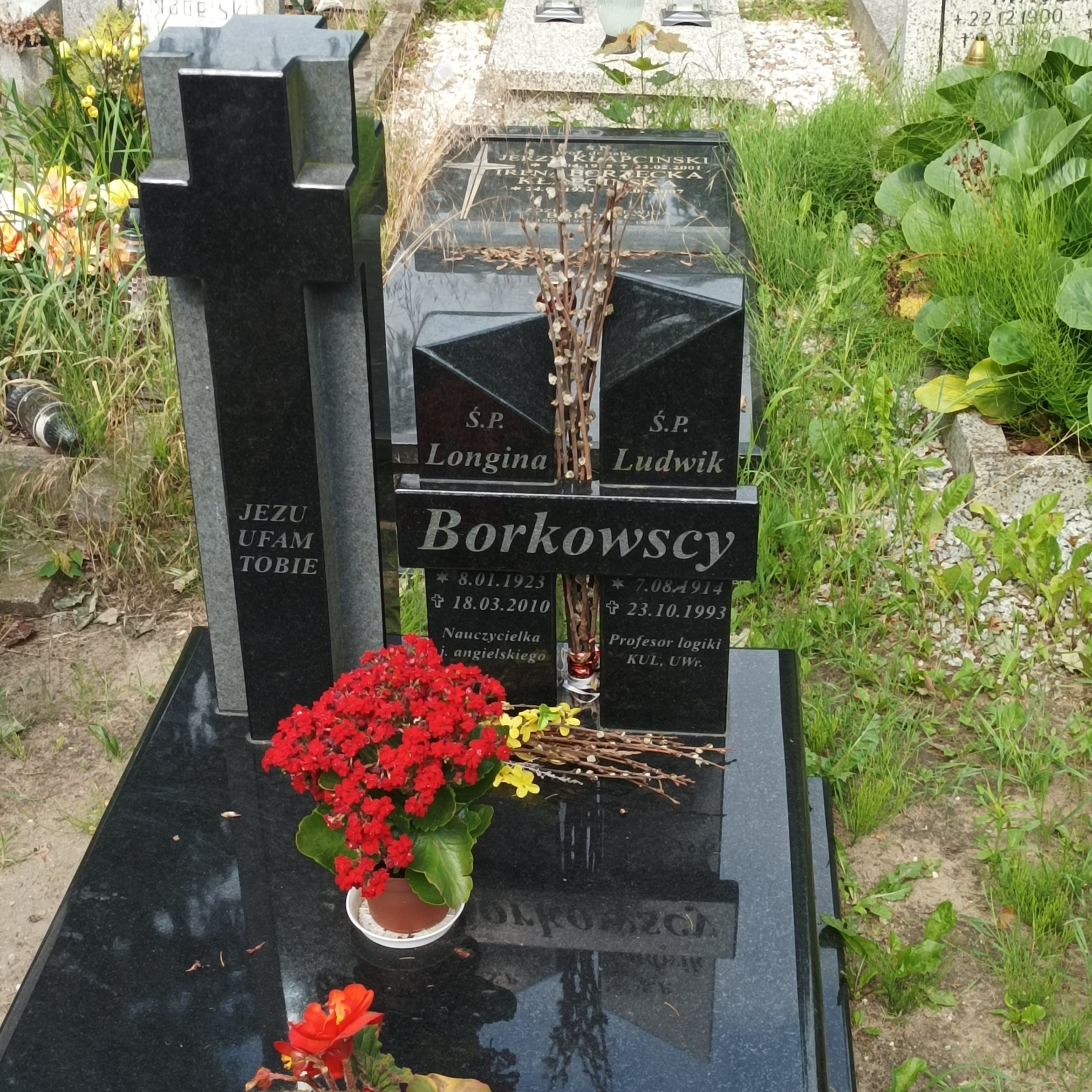
Grób prof. Ludwika Borkowskiego na Cmentarzu Świętego Warzyńca we Wrocławiu

## Wybrany dorobek naukowy
- Elementy logiki matematycznej i teorii mnogości (wspólnie z J. Słupeckim); wydanie polskie 1963, rosyjskie 1965, angielskie 1967
- Logika formalna; wydanie polskie 1970, niemieckie 1977
- Elementy logiki formalnej, Warszawa 1972
- Studia logiczne. Wybór, Lublin 1990
- Wprowadzenie do logiki i teorii mnogości, Lublin 1991